# All the Man That I Need
Singles de Whitney Houston
I'm Your Baby Tonight
(1990) The Star-Spangled Banner (en)
(1991)
All the Man That I Need est une chanson de Whitney Houston écrite par Dean Pitchford (en) et Michael Gore.
Elle est issue de l'album I'm Your Baby Tonight (1990) dont elle est un des singles.
La chanson a d'abord été enregistrée sous le nom de All The Man I Need par Linda Clifford en 1982.
All the Man That I Need a atteint la 1re place du Billboard Hot 100.
Whitney Houston est nommée pour le Grammy Award de la meilleure chanteuse pop à la 34e cérémonie des Grammy Awards pour cette chanson.